# Rack City
Rack City è un singolo del rapper statunitense Tyga, pubblicato nel 2011 ed estratto dall'album Careless World: Rise of the Last King. 

## Tracce
- Download digitale

1. Rack City – 3:28